# Marcelo Saracchi
Marcelo Josemir Saracchi Pintos (* 23. April 1998 in Paysandú) ist ein uruguayischer Fußballspieler. Der Linksverteidiger steht aktuell bei den Boca Juniors unter Vertrag.

## Karriere

### Verein
Der 1,72 Meter große linke Verteidiger Saracchi entstammt der Jugendabteilung des Danubio FC. Spätestens seit der Apertura 2015 steht er im Profikader der Montevideaner. Im Profibereich debütierte er am 12. August 2015 im Rahmen der Copa Sudamericana als Einwechselspieler in der 77. Spielminute für Ignacio González bei der 0:1-Niederlage gegen den chilenischen Verein CD Universidad Católica. Sein Debüt in der Primera División feierte er am 16. August 2015 beim 2:0-Auswärtssieg im Spiel gegen Juventud, als er ebenfalls von Trainer Jorge Castelli in der 63. Spielminute für Leandro Sosa eingewechselt wurde. In der Saison 2015/16 bestritt er 30 Erstligabegegnungen (ein Tor) und zwei Partien (kein Tor) in der Copa Sudamericana 2015. Es folgten 14 weitere Erstligaeinsätze (kein Tor) während der Saison 2016. In der Saison 2017 absolvierte Saracchi zehn Ligaspiele und konnte zwei Tore erzielen.
Im September 2017 folgte der Wechsel nach Argentinien zu River Plate. Er bestritt 19 Ligaspiele (ohne Torerfolg).
Zur Saison 2018/19 wechselte Saracchi in die Bundesliga zu RB Leipzig. Er unterschrieb einen Vertrag mit einer Laufzeit bis zum 30. Juni 2023. Sein Bundesligadebüt gab Saracchi am 1. Spieltag in der Partie gegen Borussia Dortmund, welche in einer 1:4-Niederlage endete.
Im Oktober 2018 wurde Saracchi als eines von 40 europaweiten U21-Talenten für den Golden-Boy-Award 2018 der italienische Sportzeitung Tuttosport nominiert.
Mit dem 3:0-Siegtreffer im Ligaspiel gegen Werder Bremen, erzielte er am 21. September 2019 in seiner zweiten Saison für RB Leipzig sein erstes Bundesligator. Nach lediglich sieben Pflichtspielen (1 Tor) in der Saison 2019/20 verlieh Leipzig den Uruguayer im Januar 2020 für 18 Monate an den türkischen Erstligisten Galatasaray. Nach seiner Rückkehr nach Leipzig im Sommer 2021 erlitt er im Testspiel gegen den HSC Montpellier noch vor dem Beginn der Saison 2021/22 einen Kreuzbandriss. Zuvor hatte Leipzig wiederholt laut über ein mögliches weiteres Leihgeschäft nachgedacht, da der Abwehrspieler auch in den Planungen des neuen Trainers Jesse Marsch keine Rolle spielte. In der Winterpause einigten sich der Verein und Saracchi auf eine Vertragsauflösung zum 31. Dezember 2021.
Am 22. Februar 2022 gab dann der spanische Erstligist UD Levante die Verpflichtung des Spielers bekannt. Wettbewerbsübergreifend kam er dort auf 35 Spiele. Im Sommer 2023 wechselte er nach Argentinien zu den Boca Juniors.

### Nationalmannschaft
Am 23. September 2018 wurde Marcelo Saracchi erstmals von Uruguays Nationaltrainer Óscar Tabárez für die uruguayische Nationalmannschaft nominiert. Dort debütierte er am 12. Oktober 2018 im Freundschaftsspiel gegen Südkorea als er in der 84. Minute für Diego Laxalt eingewechselt wurde.
Zuvor lief er bereits für die U15-, die U17- und die U20-Nationalmannschaft seines Heimatlandes auf.
In der U15 debütierte Saracchi am 13. November 2012 unter Trainer Alejandro Garay beim 2:1-Sieg im Freundschaftsspiel gegen die Newell’s Old Boys in der U-15-Nationalmannschaft Uruguays. Er nahm mit dem Team an der U-15-Südamerikameisterschaft 2013 in Bolivien teil, bei der Uruguay Sechster wurde. Auch wirkte er beim Caspian Cup im aserbaidschanischen Baku mit. Insgesamt absolvierte er in dieser Altersklasse 15 Länderspiele und erzielte zwei Treffer.
In der uruguayischen U-17-Auswahl wurde er erstmals vom verantwortlichen Coach Santiago Ostolaza beim 3:0-Auswärtssieg im Freundschaftsländerspiel gegen Paraguay am 13. Mai 2014 eingesetzt. Er war Mitglied des Aufgebots bei der U-17-Südamerikameisterschaft 2015 in Paraguay, bei der Uruguay den 5. Platz belegte. In der U17 stehen für ihn 24 Länderspieleinsätze und vier Tore zu Buche.
Am 11. Mai 2015 wurde er von Fabián Coito erstmals bei der 1:2-Niederlage im Freundschaftsländerspiel gegen Honduras in der uruguayischen U20 eingesetzt. Bis einschließlich 28. Mai 2015 bestritt er in der U20 vier Länderspiele (kein Tor). Auch nahm er mit dem Team an der von Ende Mai bis 20. Juni 2015 ausgespielten U-20-Weltmeisterschaft 2015 in Neuseeland teil, bei der Uruguay im Achtelfinale im Elfmeterschießen an Brasilien scheiterte. Im Laufe des Turniers wurde er einmal (kein Tor) eingesetzt. Insgesamt bestritt Saracchi 24 Länderspiele für die U20 Uruguays. Tore konnte er dabei nicht verzeichnen.